# بیچارگان و پادشاهان
"بیچارگان و پادشاهان" (بهانگلیسی: Wretches and Kings) یک ترانه از گروه راک آمریکایی، لینکین پارک است. این ترانه در سال ۲۰۱۰ به‌صورت دیجیتالی منتشر شد. این ترانه توسط گروه لینکین پارک نوشته‌شد و مایک شینودا و ریکی روبین تهیه‌کنندگان آن هستند.

## خواننده
چستر بنینگتون و مایک شینودا خوانندگان این ترانه هستند. مایک شینودا بیشتر در این ترانه به «رپ راک» می‌پردازد.

## محتوا

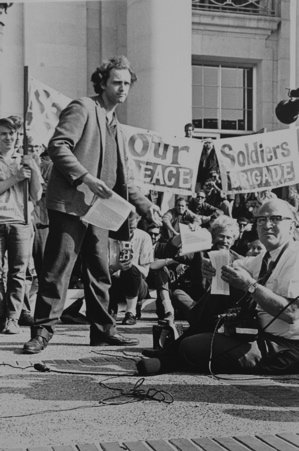
ماریو ساویو در سال ۱۹۶۶

در درجه نخست، محتوای این ترانه شامل یاغی‌گری کردن در برابر دولت و کسانی‌که در مواضع قدرت هستند، می‌باشد. این ترانه شامل بخش‌هایی تأثیرگذار از سخنرانی‌های ماریو ساویو است. ترانه همچنین دربارهٔ سوء استفاده از قدرت نیز چیزهایی را دربردارد. صدای خشن مایک شینودا در ترانه نشان از خشم بابت مورد ظلم بودن (یا مظلومیت) است. بخش‌هایی را که چستر می‌خواند مرتبط با شورش بر ضد قدرت‌هاست.